# Zizinho
Thomaz Soares da Silva, cunoscut de asemenea ca Zizinho (pronunție în portugheză [ziˈzĩɲu]; n. 14 septembrie 1921, Rio de Janeiro, Districtul Federal⁠(d), Brazilia – d. 8 februarie 2002, Niterói, Rio de Janeiro, Brazilia), a fost un fotbalist brazilian, cunoscut pentru activitatea susținută în cadrul Echipei naționale de fotbal a Braziliei. A jucat la Campionatul Mondial de Fotbal 1950, unde a marcat două goluri și a ajuns în finala pierdută de Brazilia în fața Uruguayului. Cu Flamengo a câștigat campionatele statale din 1942, 1943 și 1944.
Considerat un jucător complet, Zizinho era recunoscut pentru dribling, pasă, șutul cu ambele picioare și pentru controlul bun al mingii. Pelé l-a considerat cel mai bun jucător pe care l-a văzut jucând, declarând că „Era un jucător complet. Putea juca la mijloc, în atac, înscria goluri, își putea marca adversarul, dădea bine cu capul și avea forță de pătrundere.”
Într-un sondaj realizat de IFFHS, Zizinho s-a clasat pe locul al patrulea în topul celor mai buni jucători brazilieni ai secolului al XX-lea.

## Legături externe
- Zizinho pe site-ul FIFA (arhivat)
- Profil la cbf.com.br